# Francisco Pérez Cascales
Francisco Pérez Cascales (c. 1550 - 1615) fue un médico español que ha pasado a la historia como el primer descriptor de muchas de las enfermedades de la infancia, de modo que los  pediatras españoles le tienen por su precursor, junto con Luis Mercado (c. 1525-1611), y autor del Liber de affectionibus puerorum ..., primer libro en que se describen con claridad y lógica afecciones como la epilepsia, la difteria, el intertrigo, lo sabañones, el sarampión y las viruelas.

## Biografía
Parece ser originario de la aldea de Bujes (o Buges), que existió en el término municipal de Meco, aunque él se definía como hijo de Guadalajara. Estudió medicina en la universidad de Alcalá de Henares, en la que fue discípulo de Juan Gómez de Sanabria, del cual tomó la licenciatura en 1577, doctorándose en 1580. Ejerció en la villa de Yepes durante quince años, alcanzando luego, en 1607, el puesto de catedrático de Prima en la Universidad de Sigüenza, médico del Cabildo (lo cual suponía prestigio y ducados) y alcalde Mayor de la ciudad. 
El historiador y obispo de Sigüenza Luis Alonso Muñoyerro, afirma en su libro, La facultad de medicina en la universidad de Alcalá de Henares, que Pérez Cascales se licenció en Alcalá el 30 de diciembre de 1579 doctorándose también aquí el 4 de marzo de 1580. Años después, 1586, Pérez Cascales intentaría acceder a una de las cátedra de Vísperas (las secundarias dentro de los estudios de medicina) que había quedado vacante al pasar el titular anterior, el doctor Juan Bustamante de la Cámara (compañero de promoción de Pérez Cascales), a ocupar la cátedra de Prima o principal (vacante por ausencia del doctor Juan Gómez). La cátedra sería para Francisco Martínez de Luna que se benefició de un escándalo que salpicó a Pérez Cascales. Escándalo que obligó a Cascales a marchar de Alcalá. Pasó a ejercer de médico en la villa de Yepes, en la actual provincia de Toledo, donde fue nombrado médico del duque de Maqueda tras haber sanado de una enfermedad a uno de los hijos de este noble.
En 1601 pasó a Sigüenza, ciudad en la que se avecindó, siendo nombrado en 1607, y con un breve intervalo de dos meses, primero médico del cabildo catedralicio y posteriormente catedrático de Prima de medicina de la universidad segontina. La importancia de esta universidad era muy inferior a la de la complutense, una de las grandes, pero por fin Pérez Cascales había conseguido ser catedrático. En la ciudad del Doncel conseguiría una relevancia social de la que hasta entonces no había disfrutado: Se le renovó en 1609 la cátedra y en 1613 asimismo el cargo de médico del cabildo, mientras que con ocasión de los fallecimientos de los obispos fray Mateo de Burgos, en 1611, y de don Antonio Venegas y Figueroa en 1614, períodos de sede vacante, fue nombrado alcalde mayor de Sigüenza. 
En 1615 se despidió del cabildo catedralicio solicitando que se le pagara el salario completo, tal como lo tenía estipulado en el contrato, debido a su estado de pobreza. Se ignora en que circunstancias falleció y si fue en Sigüenza.

## Su obra, el Liber de affectionibus puerorum
La importancia de Francisco Pérez Cascales, por lo que ha pasado a la historia de la medicina española, fue la publicación en 1611 de un tratado sobre las enfermedades infantiles, una de las más importantes aportaciones españolas a la literatura pediátrica de su época. El libro, un volumen en octavo de casi trescientas páginas, se titula Liber de affectionibus puerorum, una cum tractatu de morbo illo vulgariter Garrotillo appellato, cum duabus Quaestionibus. Altera, De gerentibus vtero rem appetentibus denegatam. Altera vero de Fascinatione. (Libro sobre las afecciones de los niños, con un tratado sobre la enfermedad vulgarmente denominada garrotillo, y otras dos cuestiones ...) De la imprenta del tipógrafo real Luis Sánchez, Madrid, y dedicado al obispo electo de Sigüenza, don Antonio Venegas Figueroa, prelado cuyo escudo de armas llena la portada del libro. 
El libro está organizado en cincuenta capítulos dedicados a las enfermedades de los niños, más cuatro apéndices monográficos, y aborda tanto la teoría como la práctica. No se ocupa ni de puericultura ni de patología general infantil, y está estructurado de forma topográfica, eto es, comenzando por el estudio de las afecciones de la cabeza y terminando por las de los pies tras recorrer todo el cuerpo. Este sistema de clasificación de las enfermedades coincide con el de otros autores anteriores, pero se diferencia en su contenido dado que Pérez Cascales, como seguidor que era de la escuela de Francisco Vallés, sigue los criterios del galenismo  hipocrático (es decir, la tradición) en contraposición a las teorías renovadoras del renacentista Paracelso. Así que Pérez Cascales da gran importancia al estudio de la naturaleza, la localización, las causas y el desarrollo de las enfermedades, e igualmente le importan la observación clínica y a los datos anatómicos obtenidos del estudio de los cadáveres.
El primero de los cuatro apéndices es un tratado sobre el garrotillo, como se llamó durante mucho tiempo a la difteria, que constituye uno de los clásicos españoles sobre este tema. El segundo y el tercero abordan respectivamente los temas del ayuno y las sangrías como posibles causas de aborto. El cuarto, por último, es una crítica de la supersticiones y, en particular, de la fascinación o mal de ojo, que el vulgo de su época creía capaz de provocar enfermedades infantiles.
Es notable también la contribución que Pérez Cascales hizo en su libro acerca de la epilepsia y la retención de orina, acertando en la condición de enfermedad cerebral de la primera y apoyándose en sus propias experiencias clínicas para interpretar la segunda, siempre siguiendo las directrices del Divino Vallés, de quien Pérez Cascales se declara discípulo, al tiempo que hace hincapié en su larga experiencia como pediatra. "He estado dedicado a la profesión médica durante treinta y cuatro años y, con el auxilio de Dios omnipotente, he asistido y devuelto a su primitiva salud un número casi incontable de lactantes y de niños que padecían gravísimas y diversas enfermedades", diría el propio médico.